# Loenen aan de Vecht

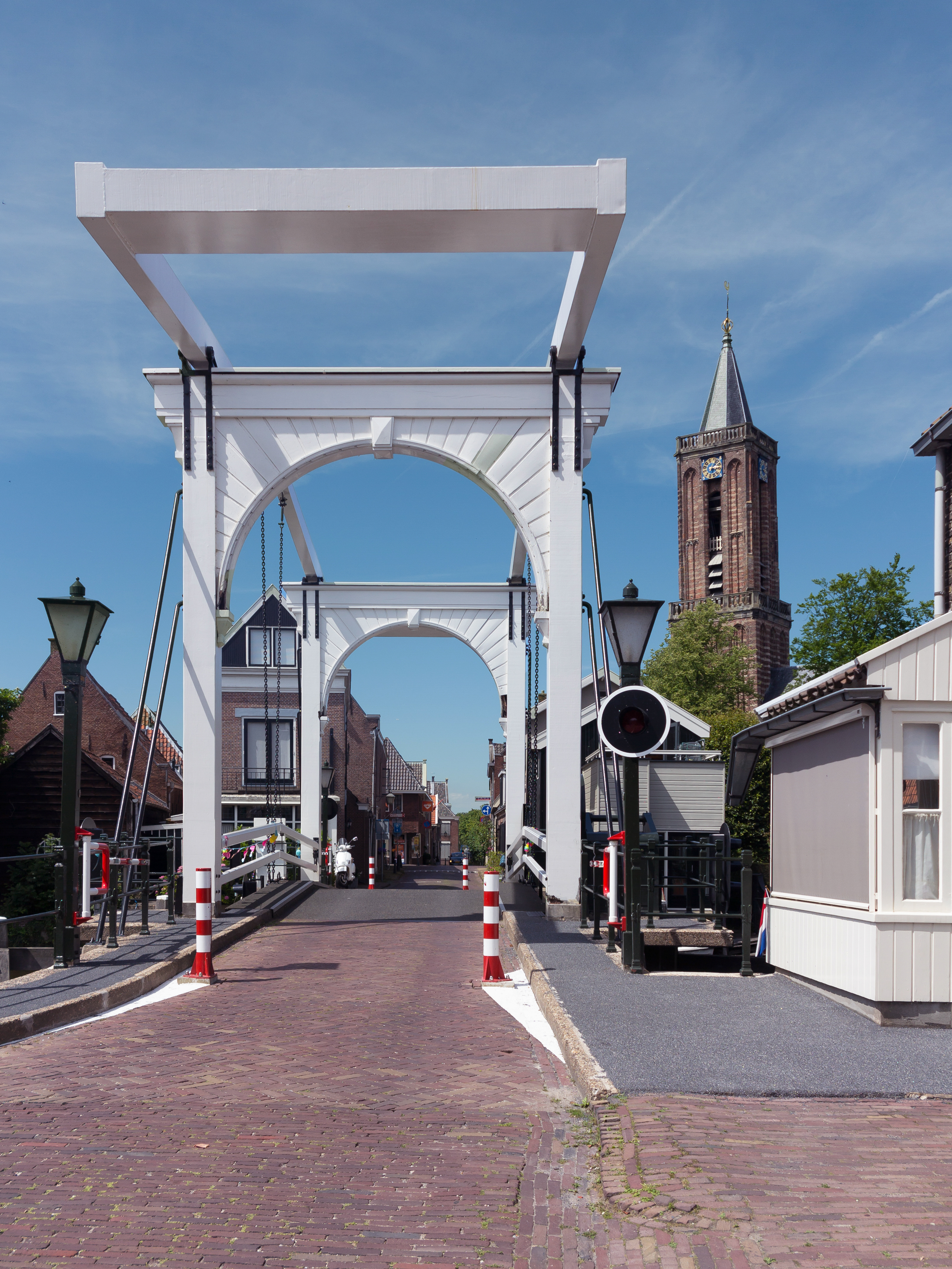
Zugbrücke mit Kirchturm

Loenen (anhörenⓘ) ist eine ehemalige Gemeinde in der Provinz Utrecht. Ihre Gesamtfläche betrug 27,32 km². Zum Zeitpunkt der Auflösung hatte sie 8562 Einwohner.

## Geschichte
Die Gemeinde umfasste die Dörfer Loenen aan de Vecht (das 953 erstmals urkundlich bezeugt wurde), Vreeland, Nieuwersluis und Nigtevecht.
Seit dem 1. Januar 2011 ist Loenen Teil der neu gebildeten Gemeinde Stichtse Vecht.

## Ortslage
Das Gebiet der ehemaligen Gemeinde liegt auf halbem Wege zwischen Amsterdam und Utrecht und wird von der Autobahn zwischen diesen beiden Städten durchquert. Auch die Eisenbahn führt durch Loenen, aber es gibt keinen Bahnhof.
Die meisten Einwohner pendeln zur Arbeit nach Amsterdam, Hilversum oder Utrecht; andere leben vom Tourismus oder sind Landwirte.

## Name
Loenen lag bei einem Loh (Wald). Altniederländisch „lona“ ist vermutlich ein Lokativ des Wortes Loh und bedeutet also: am oder beim Wald.

## Loenense Tijd
Der Meridian, der seit dem 17. März 1937 für die von 1909 bis 1940 in den Niederlanden gebräuchliche Amsterdamer Zeit (AZ) maßgeblich war (5° östlicher Länge), verlief genau durch Loenen aan de Vecht. Daher sprach man auch von der Loenense Tijd (Loenener Zeit).

## Sehenswürdigkeiten
- Loosdrechtsche Plassen (Seen; zum Teil Vogelreservat, zum Teil Wassersportgebiet; jährlich einige Segelregatten.)
- Herrenhäuser entlang der Vecht (siehe auch Maarssen, das unmittelbar  südlich von Loenen liegt)
- Fort Nieuwersluis, ab und zu zur Besichtigung geöffnet
- Die alte Kirche in Loenen (15. Jahrhundert)
- Für die Liebhaber: einige weitere Vogelreservate (Weidevögel)
- Der Kern des Dorfes Nigtevecht